# Carnival Miracle
 (juillet 2010).
Le Carnival Miracle est un bateau de croisière appartenant a la compagnie de croisière Carnival Cruise Lines.
Le Carnival Miracle est le 4e et dernier bateau de la classe Spirit, de la société Carnival Cruise Lines.
Il a officiellement été mis en service en 2001.
Le 9 juin 2003 le Carnival Miracle a été contrôlé par un programme canadien de sécurité et d'hygiène des navires de croisières et a obtenu la note de 100/100.
D'autres contrôles ont suivi, notamment le 9 juin 2004 pour une note de 100/100.

## Description
Le Carnival Miracle dispose de  garde d'enfants, service blanchisserie, location de smoking, internet café, jacuzzis, Infirmerie et service postal.
À l'intérieur des suites, différents services sont fournis, tel que : service de chambre, mini-bar, télévision, réfrigérateur et coffre fort.
Les activités à bord sont nombreuses : comédie spectacles, casino, discothèque, piano-bar, salle de jeux, librairie, bibliothèque, sports et conditionnement physique, spa / salon de fitness, ping-pong, jeu de palet, aérobic, jogging, piscine, basket-ball, volley-ball et golf.

## Itinéraires
Le Carnival Miracle est basé en hiver à Fort Lauderdale, en Floride et à New York en été.
Il navigue actuellement sur plusieurs croisières différentes :
|       | Jour 1          | Jour 2 | Jour 3 | Jour 4 | Jour 5 | Jour 6 | Jour 7 | Jour 8 |
| ----- | --------------- | ------ | ------ | ------ | ------ | ------ | ------ | ------ |
| Lieux | Fort Lauderdale | En mer | En mer | Colon  | Limon  | En mer | Belize | En mer |

Cette croisière ne dispose que de quatre départs : le 15 décembre 2008, le 6 avril 2009, le 14 décembre 2009 et le 5 avril 2010.
|       | Jour 1          | Jour 2 | Jour 3 | Jour 4       | Jour 5       | Jour 6               | Jour 7 | Jour 8 |
| ----- | --------------- | ------ | ------ | ------------ | ------------ | -------------------- | ------ | ------ |
| Lieux | Fort Lauderdale | En mer | En mer | Saint-Martin | Sainte-Lucie | Île Saint-Christophe | En mer | En mer |

Cette croisière dispose de deux dates : le 23 décembre 2008 et le 22 décembre 2009.
|       | Jour 1          | Jour 2 | Jour 3 | Jour 4 | Jour 5 | Jour 6 | Jour 7 | Jour 8 |
| ----- | --------------- | ------ | ------ | ------ | ------ | ------ | ------ | ------ |
| Lieux | Fort Lauderdale | En mer | En mer | Colon  | Limon  | En mer | Belize | En mer |

Cette croisière n'a que deux dates : le 31 décembre 2008 et le 30 décembre 2009.
|       | Jour 1   | Jour 2 | Jour 3       | Jour 4       | Jour 5 | Jour 6  |
| ----- | -------- | ------ | ------------ | ------------ | ------ | ------- |
| Lieux | New York | En mer | King's Wharf | King's Wharf | En mer | Newport |

Cette croisière sera disponible à partir du 16 avril 2009.
|       | Jour 1   | Jour 2 | Jour 3 | Jour 4   | Jour 5       | Jour 6     | Jour 7 | Jour 8 |
| ----- | -------- | ------ | ------ | -------- | ------------ | ---------- | ------ | ------ |
| Lieux | New York | En mer | En mer | San Juan | Saint-Thomas | Grand Turk | En mer | En mer |

Cette croisière ne sera disponible qu'à partir du 22 avril 2009.
|       | Jour 1   | Jour 2 | Jour 3 | Jour 4     | Jour 5        | Jour 6 | Jour 7 | Jour 8 |
| ----- | -------- | ------ | ------ | ---------- | ------------- | ------ | ------ | ------ |
| Lieux | New York | En mer | En mer | Grand Turk | Half Moon Cay | Nassau | En mer | En mer |

Cette croisière sera disponible à partir du 8 mai 2009.

## Ponts
Le Carnival Miracle possède 12 ponts :
- Pont 1 - Riviera
- Pont 2 - Promenade
- Pont 3 - Atlantic
- Pont 4 - Main
- Pont 5 - Upper
- Pont 6 - Empress
- Pont 7 - Veranda
- Pont 8 - Panorama
- Pont 9 - Lido
- Pont 10 - Sun
- Pont 11 - Sport
- Pont 12 - Sky

### Pont 1 - Riviera
Le pont 1 est principalement constitué de cabines est :
- théâtre "Mad Hatter's bad"
- Cuisine

### Pont 2 - Promenade

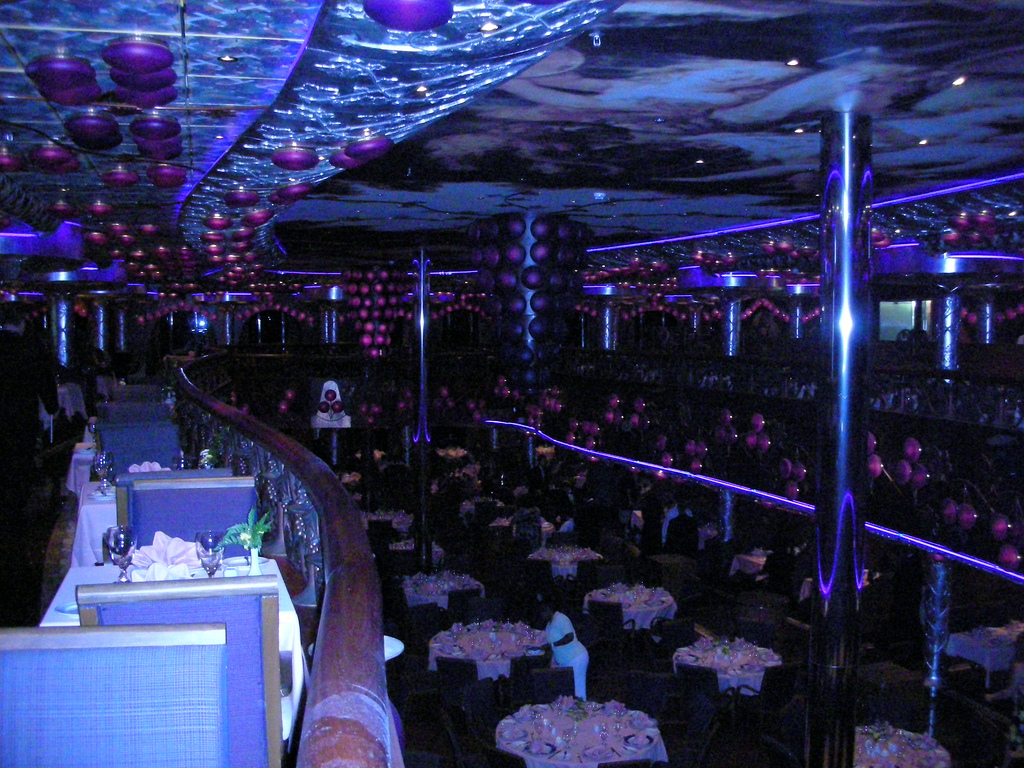
Le restaurant Bacchus

Le pont "Promenade" est composé de :
- Théâtre "Phantom's"
- Sushi bar
- Club "Jazz"
- Bar "Maguire's"
- Restaurant "Mr lucky"
- Bureau des excursions
- Salon "Jeeves"
- Salon "Ariane"
- Restaurant "Bacchus"

### Pont 3 - Atlantic
Le pont "Atlantic" est composé de :
- Théâtre "Phantom"
- Jardin "Gatsby's"
- Librairie "The raven"
- Bar "sam's"
- Bureau des formalités
- Promenade extérieure
- Boutique "Carnival"
- Atrium "Metropolis"
- Galerie photos
- Salon "Gotham"
- Restaurant "Bacchus"

### Pont 4 - Main
Le pont "Main" est composé de :
- Théâtre "Phantom's"
- Atrium

### Pont 5 - Upper
Le pont "Upper" est composé de :
- Camp Carnival
- Atrium

### Pont 6 - Empress
Le pont "Empress" est composé de :
- Atrium

### Pont 7 - Veranda
Le pont "Veranda" est composé de :
- Atrium

### Pont 8 - Panorama
Le pont "Panorama" est composé de :
- Atrium

### Pont 9 - Lido
Le pont "Lido" est composé de :
- Gymnase
- Spa
- Spa carnival
- Hammam
- Sauna
- Salon de beauté "Vénus"
- Piscine "Sirens"
- Bar "Odyssey"
- Piscine "Ulysses"
- Restaurant "Horatio's"
- Atrium
- Restaurant asiatique
- Rôtisserie
- Pizzeria
- Saladerie
- Bar "Orpheus"
- Piscine "Orpheus"
- Jacuzzis

### Pont 10 - Sun

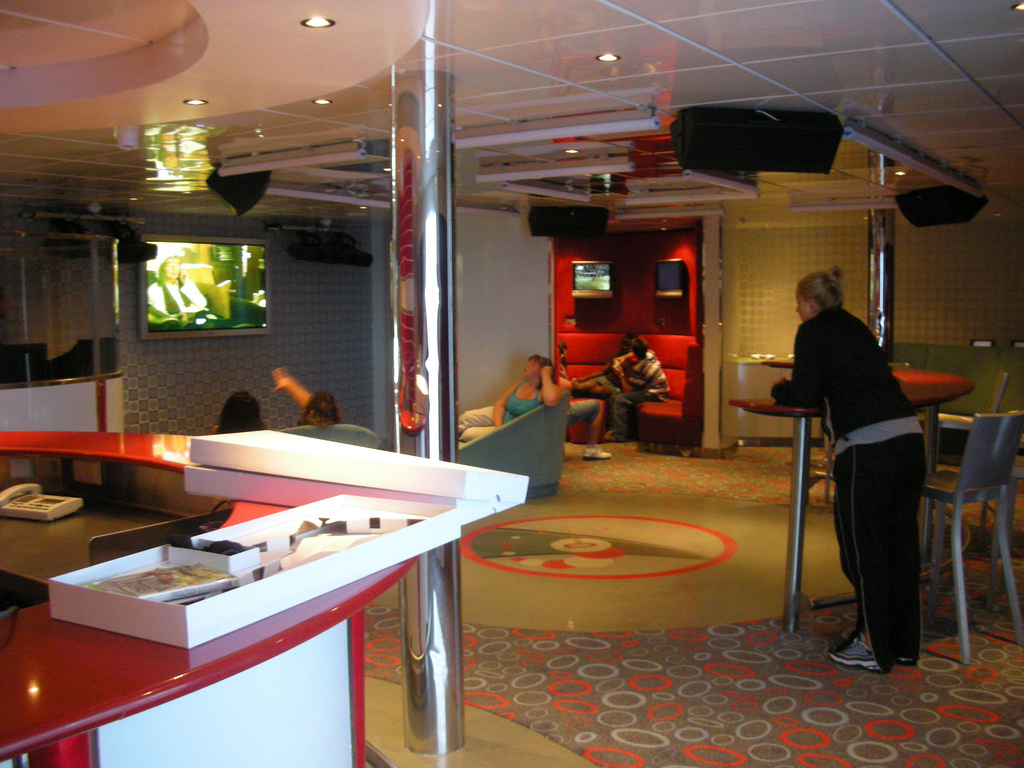
Club O2 du Carnival Miracle

Le pont "Sun" est composé de :
- Gymnase
- Club O²
- Dôme de la piscine

### Pont 11 - Sport
Le pont "Sport" dispose de :
- Pont -golf
- Piste de jogging
- Piscine pour enfants
- Départ du toboggan

## Galerie

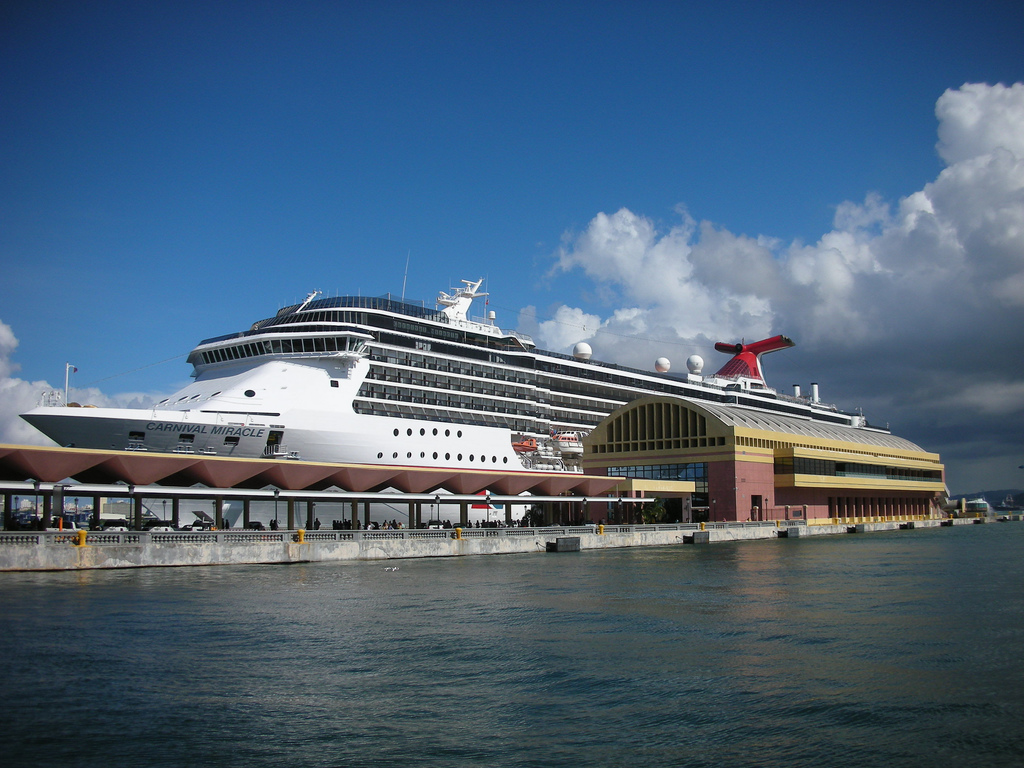
Le Carnival Miracle
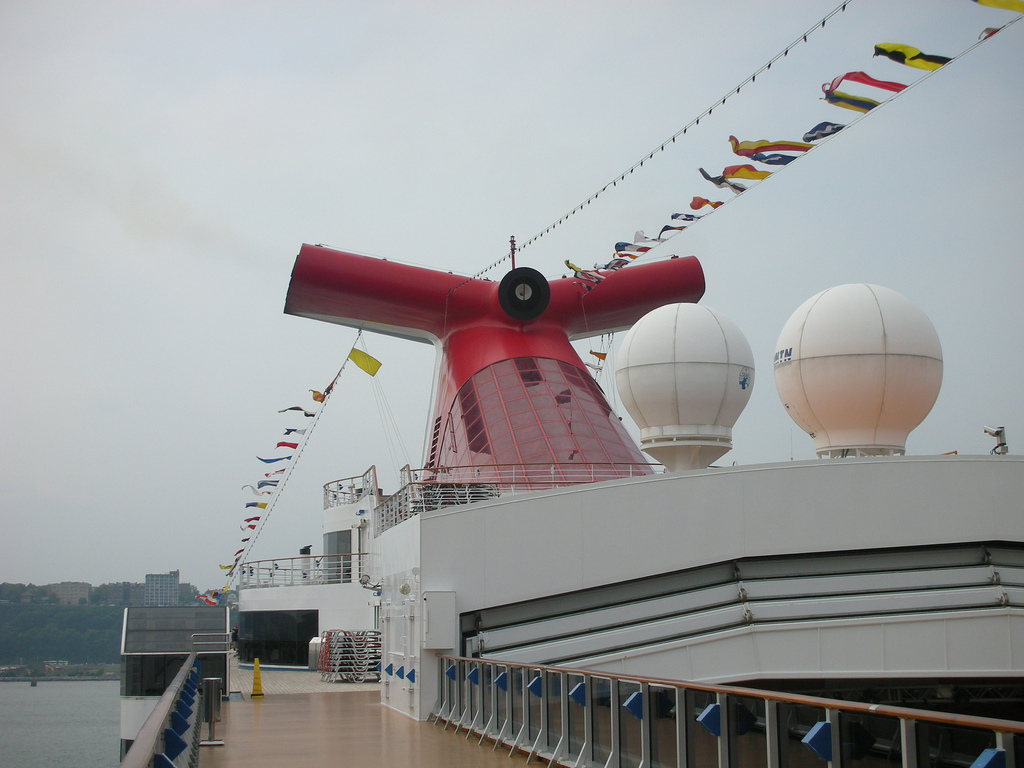
La cheminée du Carnival Miracle
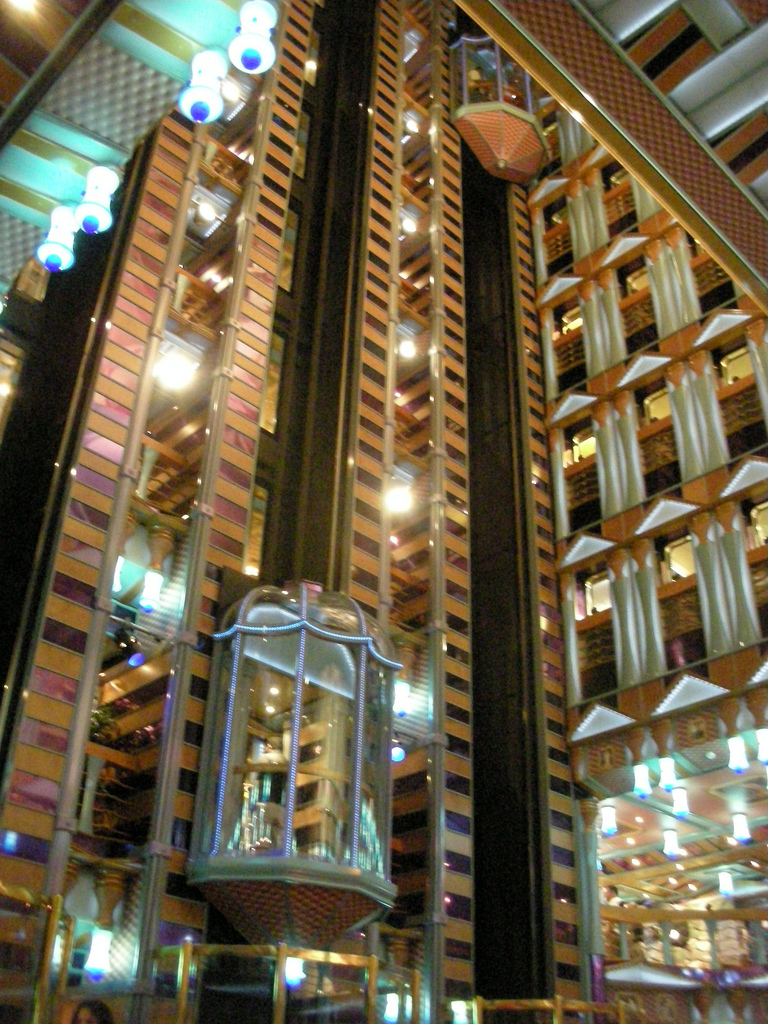
L'Atrium du Carnival Miracle
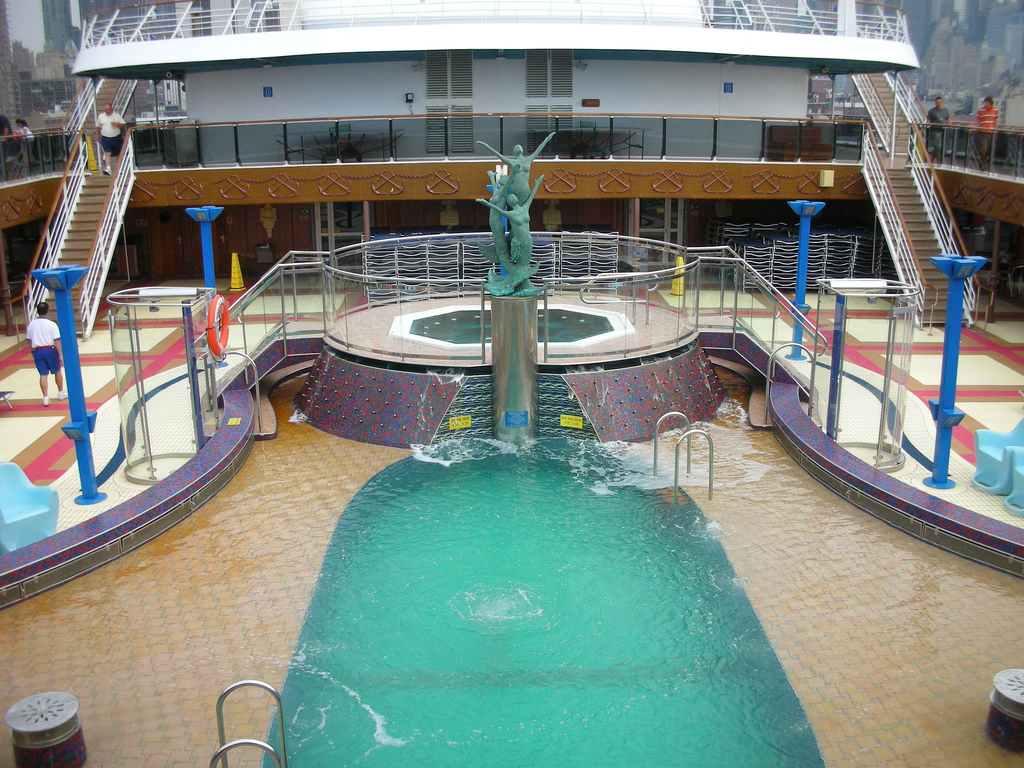
La piscine du Carnival Miracle